# 小行星7025
小行星7025（英語：7025）是一颗围绕太阳公转的小行星。1993年8月16日，太空监视在基特峰发现了此天体。
这颗小行星的绝对星等为323.379320621377等。